# Pittalavanipalem
Pittalavanipalem là một mandal thuộc huyện Guntur, bang Andhra Pradesh.